# (4144) Владвасильев
(4144) Владвасильев (лат. Vladvasilʹev) — типичный астероид главного пояса, открыт 28 сентября 1981 года советским астрономом Людмилой Журавлёвой в Крымской астрофизической обсерватории и 19 октября 1994 года назван в честь советского и российского артиста балета Владимира Васильева.

## Обнаружение и именование
(4144) Владвасильев
Открыт 28 сентября 1981 года в Научном Л. В. Журавлёвой.
Назван в честь блестящего русского артиста балета Владимира Викторовича Васильева (р. 1940).
Оригинальный текст (англ.)4144 Vladvasilʹev
Discovered 1981-09-28 by Zhuravleva, L. V. at Nauchnyj.
Named after the brilliant Russian ballet-dancer Vladimir Victorovich Vasil'ev (1940— ).
Источники: DISCOVERY.DB; M.P.C. 24121.

## Орбита

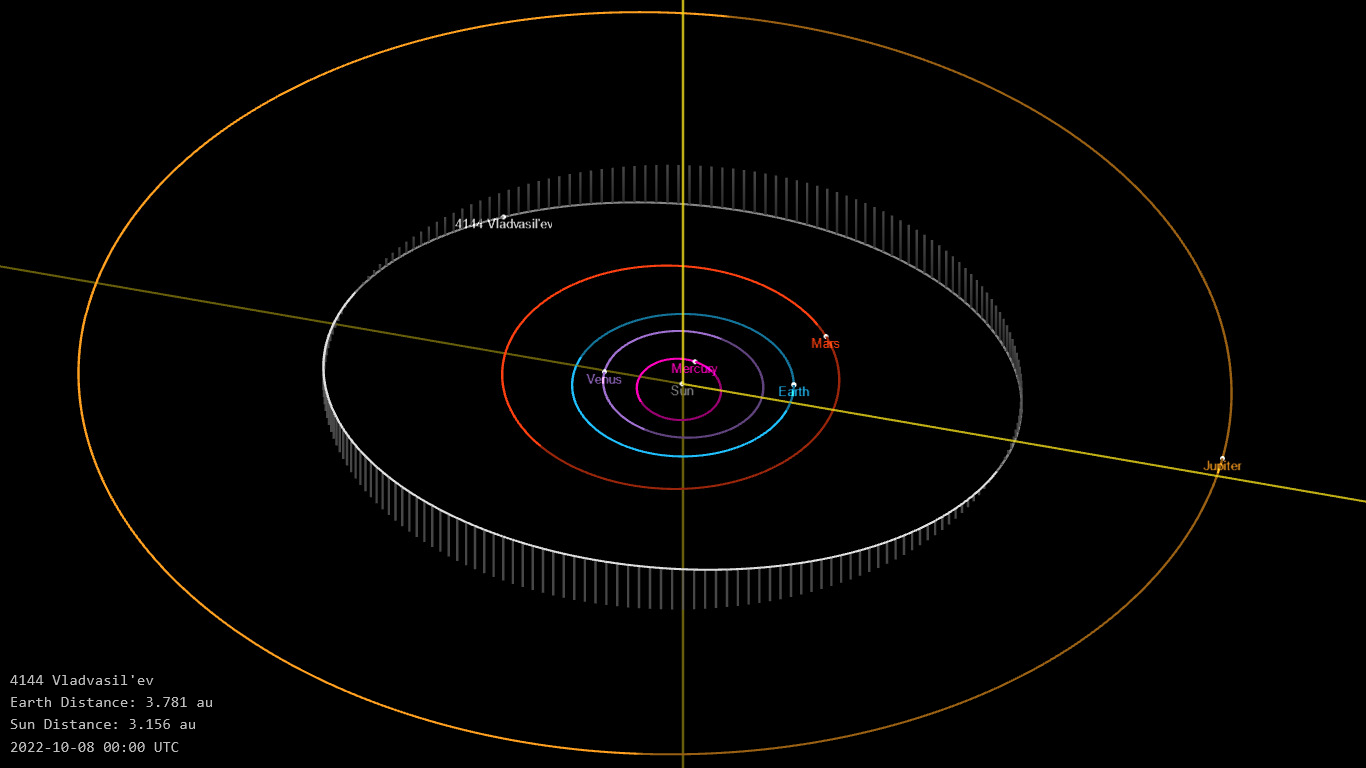
Орбита астероида Владвасильев и его положение в Солнечной системе

## Физические характеристики
Астероид относится к таксономическому классу C.
По результатам наблюдений в инфракрасном диапазоне орбитальной обсерватории IRAS и спутника Akari и наблюдений в видимом и ближнем инфракрасном диапазоне космического телескопа NEOWISE диаметр астероида сначала оценивался равным 24,66±1,8 км, позже — 30,65±0,64 км, 26,14±5,70 км, 26,77±7,64 км и 32,494±0,456 км. Согласно тем же источникам альбедо оценивается как 0,0666±0,011, 0,045±0,002, 0,05±0,05, 0,04±0,02 и 0,032±0,005.